# Carl Conradi
Carl Conradi (* 30. Dezember 1874 in Barmen; † 17. November 1959 in Baden AG) war ein deutscher Architekt.

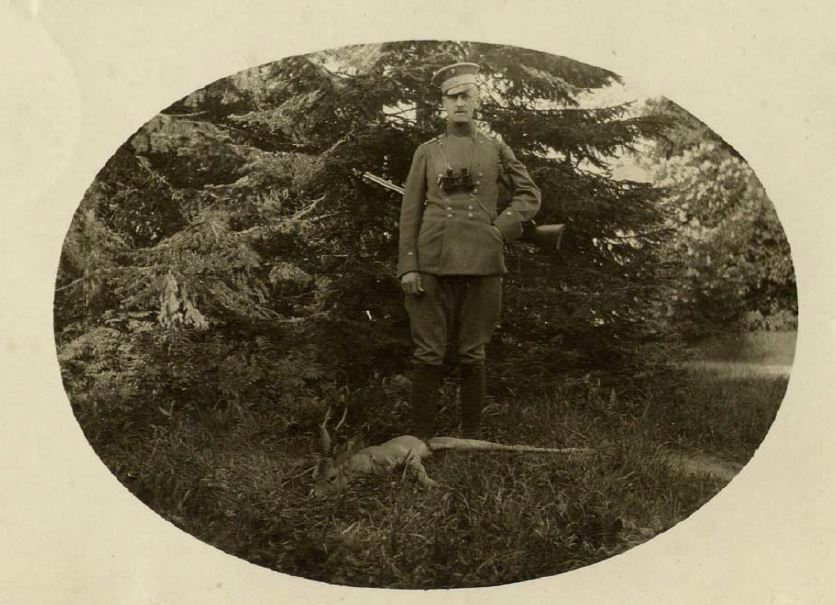
Carl Conradi 1916 bei einem Jagdausflug

## Leben
Carl Conradi entstammte einer Barmen-Elberfelder Architektenfamilie. Bereits Vater und Onkel waren bekannte Bauunternehmer; die Tätigkeit von Carl und seinem älteren Bruder Ludwig  ist in Wuppertal und Umgebung von der Kaiserzeit bis nach dem Zweiten Weltkrieg nachgewiesen. Neben repräsentativen Villen für bedeutende Unternehmer der Region errichtete er ab Ende der 1920er Jahre Großbauten, die in den DARI-Bänden der Reihe Deutschlands Städtebau zu Barmen und Elberfeld angeführt sind. Conradi war Regierungsbaumeister und Mitglied im Verband deutscher Architekten und im Deutschen Werkbund.
Obwohl viele überlieferte Bauten inzwischen unter Denkmalschutz stehen, ist das Werk der Architektenfamilie noch nicht wissenschaftlich aufbereitet.

## Bauten

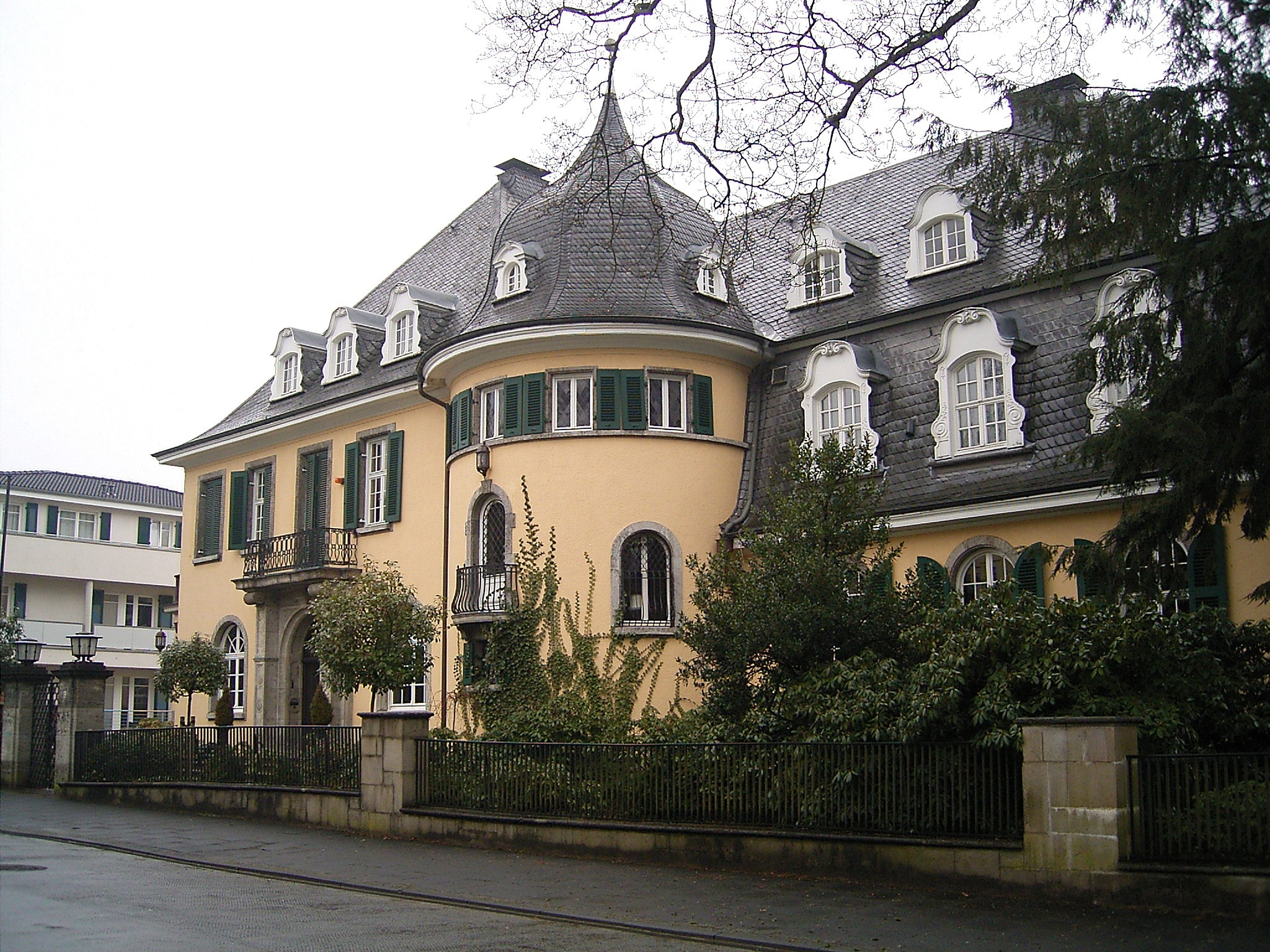
Villa Springorum (1924)

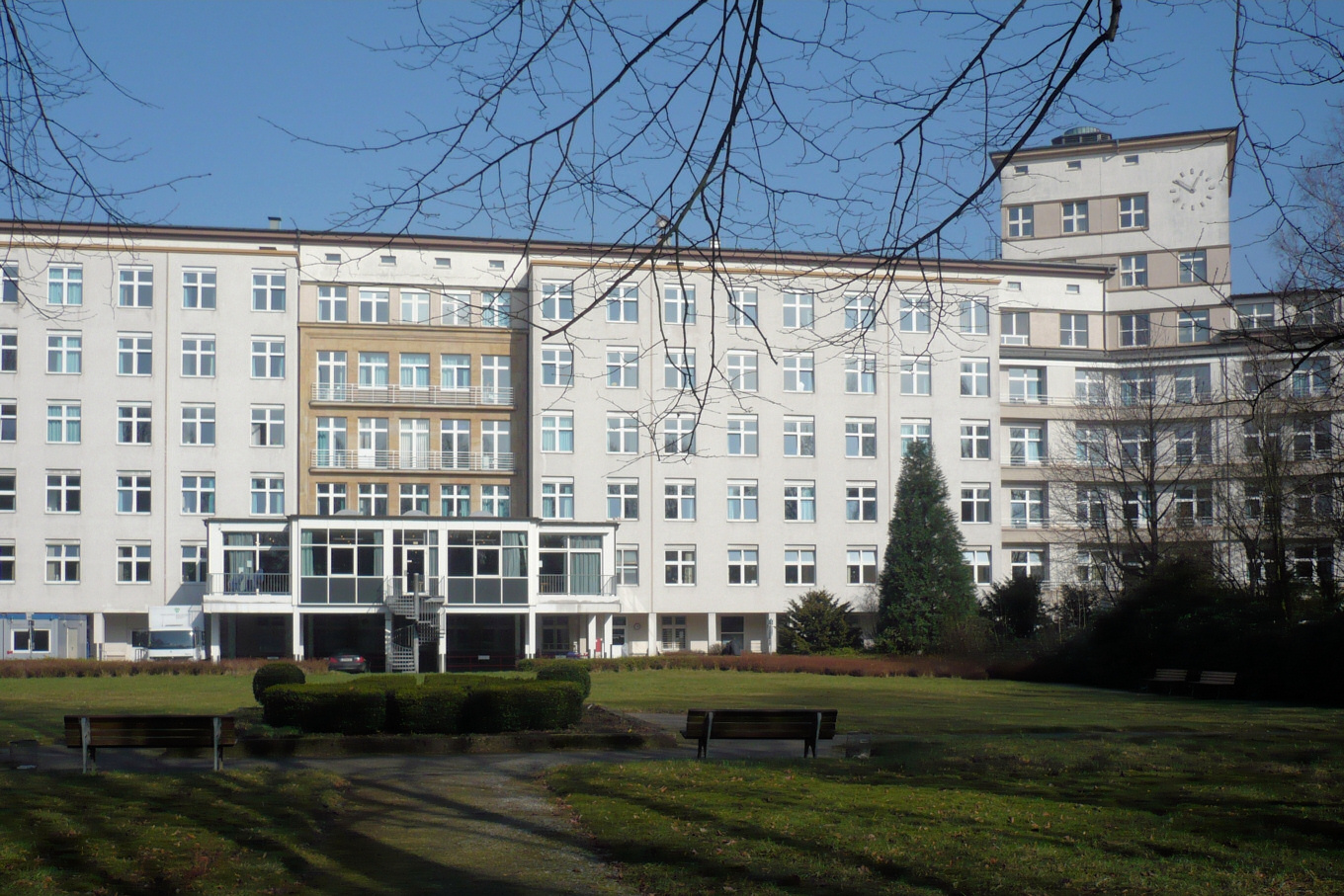
Huyssens-Stiftung (1936)

- 1913: Villa Dr. Richard Bayer, Leverkusen, Siedlung Eigenheim, Schenkendorfstraße 6[2]
- 1913: Villa, Leverkusen, Beamtensiedlung, Carl-Rumpff-Straße 77
- 1913: Landhaus Noellenhof am Solling, Boffzen
- 1913–1924: Haus Höhe mit Pavillon und Gartenhaus im Briller Viertel (Wuppertal-Elberfeld), Am Buschhäuschen 37[3][4]
- 1921: Haus Lembach, Viersen – Dülken, Heinz-Luhnen-Straße 15,[5]
- 1921–1923: Beamtensiedlung der Firma Kronprinz, Solingen-Ohligs, Weyerstrasse 50–58
- 1924: Villa Springorum, Wuppertal-Elberfeld, Bismarckstraße 90
- 1924: Kindererholungsheim Harzeck bei Schwelm
- vor 1925: Landhaus Dr. W. am Starnberger See[2]
- vor 1925: Gut Feldershof im Rheinland[2]
- vor 1925: Herrenhaus K.[2]
- vor 1925: Herrenhaus Qu.[2]
- vor 1925: Landhaus Carl-Ernst Meyer-Leverkus, Elberfeld[2]
- 1927–1928: Lukaskirche in Wuppertal
- 1929: Bethesda-Krankenhaus in Wuppertal-Elberfeld[6]
- 1934–1936: Spital der Huyssens-Stiftung in Essen-Huttrop, Henricistraße (mit Paul Dietzsch)[7]